# Edifici de Cal Guiu
L'Edifici de Cal Guiu és una obra gòtica de Juneda (Garrigues) inclosa a l'Inventari del Patrimoni Arquitectònic de Catalunya.

## Descripció
És una casa amb planta baixa, primer pis i golfes. La façana té una gran simetria, trencada únicament pel balcó del primer pis. La porta és adovellada i a la part de dalt hi ha cinc petites finestres amb forma d'arcada.
La coberta és a doble vessant amb teula àrab. Inicialment la façana devia estar formada pel portal, dos finestrals corresponents al primer pis i la galeria superior. El trencament de la regularitat de les dovelles de l'arc d'entrada, per les lloses dels balcons, les motllures de les obertures i els mateixos carreus, en són proves evidents. Cal destacar la composició de la galeria superior, tregallada amb grans blocs que constitueixen per ells mateixos la forma de l'arc: encaixa una forma amb l'altra. A la part de darrere de la casa s'ha aixecat un pis superior.

## Història
És un antic hospital que ja existia a l'època de Felip II. Es diu que el rei va passar per Juneda i s'allotjà a l'hospital per ser una casa en bones condicions d'acolliment.